# Bokashi
Bokashi er en komposteringsmetode der har sin oprindelse i Korea. Det er en speciel gæringsproces der omdanner madaffald og organiske rester til næring der kan tilføres jorden. Der sker reelt en fermentering af materialet - og metoden adskiller sig derfor væsentligt fra ”traditionelle” komposteringsmetoder. Metoden er især kendt i byer, hvor plads er et problem.
Den omdannede bokashi kan i sig selv ikke bruges som kompost, men skal tilføres jorden for at nedbrydes helt.
Processen foregår i et lukket bokashi system og som et resultat så returneres stort set alt til jorden. Det betyder at udledningen af CO2 er minimal.
Bokashi egner sig specielt godt til brug i byen, hvor hver enkelt husstand er i stand til at kompostere eget husholdningsaffald på meget lidt plads. Det kan gøres i en lukket beholder under køkkenvasken.
Med bokashi kommer man udenom mange af de udfordringer, der er forbundet med 'traditionel' kompostering. Kompostering i traditionel forstand fungerer typisk kun med udvalgte madrester. Med bokashi metoden kan man kompostere alle madrester: kogte fødevarer, mejeriprodukter, kød, korn, pasta, frugt og grøntsager. Dette er en af de helt store fordele ved denne metode.
Derudover er det nemt at gøre. Der opstår ikke nogen ubehagelige lugte og der dukker ikke fluer og andre skadedyr op i komposteringsmassen.
For en vellykket proces er det nødvendigt at tilføre komposteringsgær. Via dette tilføres de nødvendige mikroorganismer, der sørger for en vellykket gæring, uden at materialet går i forrådnelse.